# Patricia Scotland
Patricia Janet Scotland, Baronesa Scotland de Asthal (Dominica, 19 de agosto de 1955) es una diplomática, abogada y política británica de origen dominiqués, que se desempeña como secretaria general de la Mancomunidad de Naciones. 
Fue elegida en la Reunión de Jefes de Gobierno de la Mancomunidad de 2015 y asumió el cargo el 1 de abril de 2016. Es la primera mujer en ocupar el cargo. Fue elevada a la Cámara de los Lores en 1997 y, como política del Partido Laborista Británico, ocupó cargos ministeriales dentro del Gobierno del Reino Unido, sobre todo como Fiscal General de Inglaterra y Gales y Abogado General de Irlanda del Norte. Tiene doble ciudadanía: del Reino Unido y de  Dominica, donde nació.

## Vida personal
Scotland reside en Londres y en Asthal, donde ella y su esposo Richard Mawhinney, también abogado, viven con sus dos hijos.
El hijo de Scotland, Matthew Mawhinney, ha aparecido en la serie de telerrealidad Too Hot to Handle. En 2021 fue arrestado y multado por abusar de la tripulación de cabina en un vuelo de British Airways.